# Vallejuelos
Vallejuelos est une station de téléphérique à Medellín, en Colombie. Elle est située le long de la ligne J du Metrocable, laquelle couvre les communes 13 (San Javier) et 7 (Robledo). 
La station est inaugurée le 3 mars 2008. 